# Zuben-el-Akribi
Zuben-el-Akribi (aus arab. زبانى العقرب zubānā al-ʿaqrab ‚die Klaue des Skorpions‘) ist die Bezeichnung des Sterns δ Librae (Delta Librae) im Sternbild Waage. Er ist ca. 400 Lichtjahre von der Erde entfernt und gehört der Spektralklasse B9.5V an. Zuben-el-Akribi ist ein Bedeckungsveränderlicher vom Typ Algol. Seine scheinbare Helligkeit schwankt mit einer Periode von 2,33 Tagen zwischen +4,91 mag und +5,9 mag.